# Rudolf Koch
Rudolf Koch (Nürnberg, 20 de novembre de 1876 - Offenbach, 9 d'abril de 1934) va ser un tipògraf, cal·lígraf, artista i professor alemany. Es va especialitzar en la cal·ligrafia, on va crear diferents tipus d'estils. Va escriure un llibre que conté 493 símbols de l'antic món, monogrames i runes titulat El llibre dels signes, reimprès el 1955. També va ser escriptor d'una columna en la revista Die zeitgemäße Schrift, una revista de disseny publicada per Heintze i Blanckertz.

## Biografia
Formalment, l'educació de Koch va acabar quan va acabar l'escola secundària a Nürnberg, Alemanya; llavors va traslladar a Hanau, on va assistir a classes nocturnes d'art, mentre feia d'aprenent en la metal·lúrgia. Després d'un infructuós esforç per convertir-se en un mestre d'art, es va traslladar a Leipzig i va començar a treballar en un centre d'impressió on feia de freelance com a dissenyador gràfic. El 1906 es va incorporar a la fosa tipogràfica Klingspor a Offenbach (prop de Frankfurt) com a dissenyador i va passar la resta de la seva vida treballant allà. A partir de 1908 va supervisar també el curs de lletres a la Institució Tècnica Educativa d'Offenbach (Actualment l'Escola Superior de Disseny). Koch va dissenyar la seva primera font, Maximilian, poc abans de la Primera Guerra Mundial, en la qual va servir com a soldat d'infanteria. Finalment va dissenyar uns 30 tipus de lletra per a Klingspor; la més coneguda és Neuland (1923) i Kabel (1927).
Després de la guerra, Koch i alguns dels seus estudiants van constituir una comunitat taller de la qual van formar part molts cal·lígrafs, artistes i tipògrafs com ara Fritz Kredel, Berthold Wolpe, Herbert Post o Chappell Warren. El taller produïa objectes de decoració en diversos mitjans tals com metall, tèxtils i gravats en fusta, així com llibres manuscrits, que es van organitzar conscientment amb artesans que treballen cooperativament.
Koch va dissenyar un llibre de tres volums d'il·lustracions de flors silvestres, Das Blumenbuch (1929-1930, El Llibre de la flor), que va ser imprès a partir de gravats en fusta realitzats per Kredel. Tot i que Koch era amic del contemporani dissenyador anglès Edward Johnston, no va ser particularment influenciat per l'Escola d'Anglès de la cal·ligrafia ni va mostrar interès en la seva reactivació.

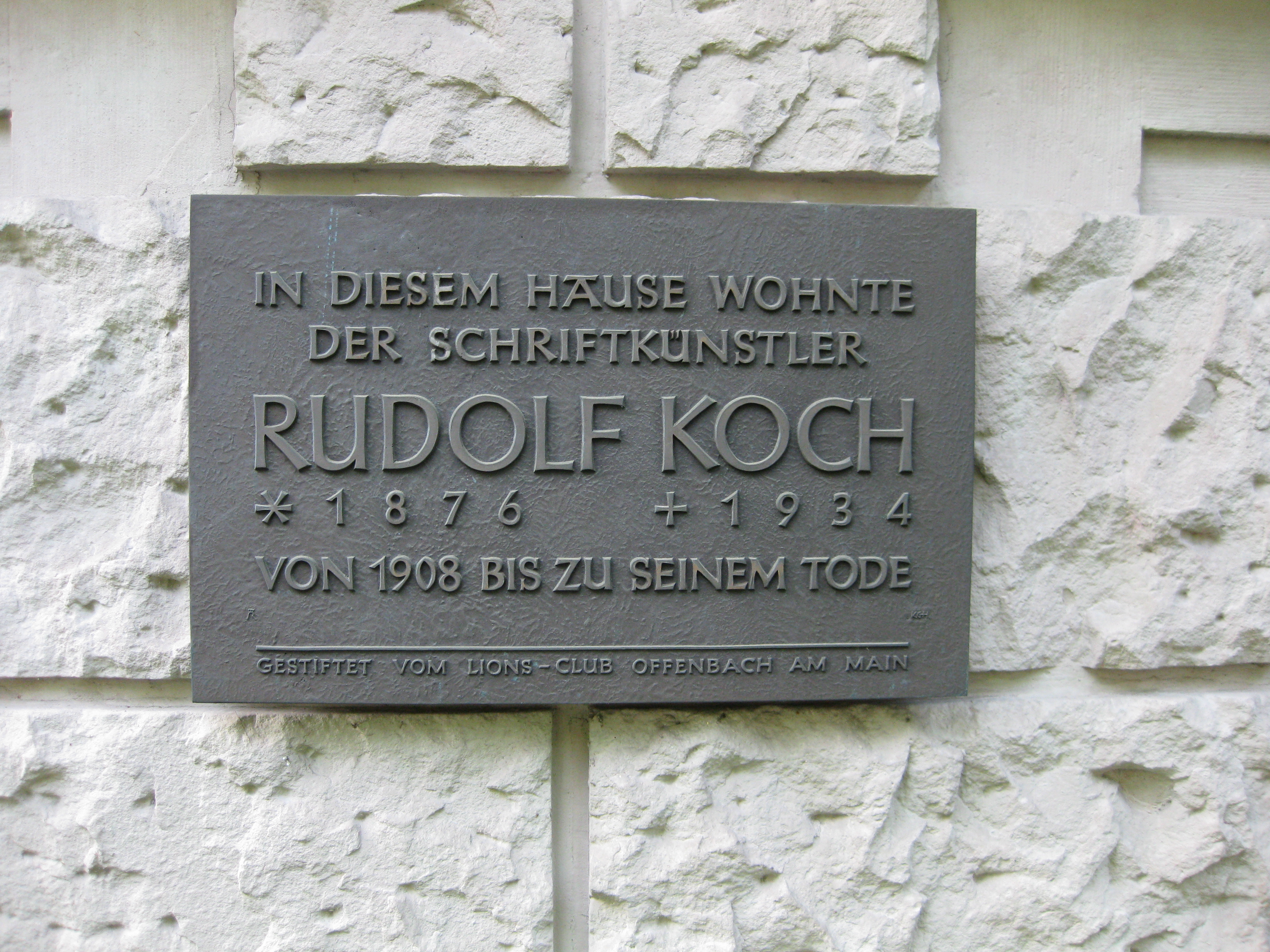
En memòria de Rudolf Koch.

### Dates importants
- 1892-1896: Comença la seva etapa com a gravador a Hanau.
- 1896-1897: Fa de professor d'art en la Kunstgewerbeschule a Nuremberg i a la Technische Hochschule de Múnic.
- 1906: S'incorpora a la fosa tipogràfica Klingspor a Offenbach (prop de Frankfurt) com a dissenyador.
- 1911-1924: Publica la Rudolfinische Drucke amb Rudolf Gerstung.
- 1921: Funda el Werkgemeinschaft Offenbach a la Technische Lehranstalt Offenbach.
- 1923: Dissenya el tipus de lletra Neuland.
- 1927: Dissenya el tipus de lletra Kabel.
- 1929-1930: Publica El llibre de la flor.
- 1930: Obté un doctorat honoris causa per la Facultat de Teologia Evangèlica a la Universitat de Múnic.
- 1934: El seu treball és acarat pel seu fill Paul (mort el 1943) que dirigeix un taller a Frankfurt.

## Tipografies
- Deutsche Schrift (1906-1921)
- Maximilian Antiqua (1913-1917)
- Frühling (1913-1917)
- Wilhelm-Klingspor-Schrift™ (1920-1926)
- Deutsche Zierschrift (1921)
- Koch Antiqua® (1922)
- Neuland® (1922-1923)
- Deutsche Anzeigenschrift (1923-1934)
- Peter-Jessen-Schrift (1924-1930)
- Wallau (1925-1934)
- Kabel® (1927)
- Offenbach (1928)
- Zeppelin (1929)
- Marathon (1930-1938)
- Claudius (1931-1934)
- Prisma (1931)
- Holla (1932)
- Grotesk-Initialien (1933)
- Koch Kurrent (1933)
- Neufraktur (1933-34)